# Kleingebiet Hajdúhadház
Koordinaten: 47° 36′ 0″ N, 21° 54′ 0″ O
Das Kleingebiet Hajdúhadház (ungarisch Hajdúhadházi kistérség) war bis Ende 2012 eine ungarische Verwaltungseinheit (LAU 1) im Nordosten des Komitats Hajdú-Bihar im Osten von Ungarn. Im Südosten grenzte es an Rumänien. Anfang 2013 wurden im Zuge der ungarischen Verwaltungsreform 3 der 11 Ortschaften dem nachfolgenden Kreis Hajdúhadház (ungarisch Hajdúhadházi járás) zugeordnet. 7 Ortschaften (mit 25.651 Ew.) wurden dem neu geschaffenen Kreis Nyíradony (ungarisch Nyíradonyi járás), die Stadt Hajdúsámson dem Kreis Debrecen (ungarisch Debreceni járás) zugeordnet.
Ende 2012 lebten auf einer Fläche von 635,62 km² 60.863 Einwohner. Die Bevölkerungsdichte des zweitbevölkerungsstärksten Kleingebiets lag mit 96 Einwohnern/km² über der des Komitats.
Der Verwaltungssitz befand sich in der Stadt Hajdúhadház (12.762 Ew.). Hajdúsámson (12.884 Ew.), Nyíradony (7.778 Ew.), Téglás (6.485 Ew.) und Vámospércs (5.321 Ew.) besaßen ebenso Stadtrechte. Nyírábrány (3.798 Ew.) war die einzige Großgemeinde (ungarisch nagyközség).

## Ortschaften
Folgende Ortschaften gehörten zum Kleingebiet:
| Bocskaikert | Fülöp     | Hajdúhadház     | Hajdúsámson | Nyírábrány |
| Nyíracsád   | Nyíradony | Nyírmártonfalva | Téglás      | Újléta     |
| Vámospércs  |           |                 |             |            |